# Tabanus cementus
Tabanus cementus är en tvåvingeart som beskrevs av Xu och Yin-Xia Liao 1984. Tabanus cementus ingår i släktet Tabanus och familjen bromsar. Inga underarter finns listade i Catalogue of Life.